# Campeonato Equatoriano de Futebol de 2023 – Primeira Divisão
O Campeonato Equatoriano de Futebol de 2023, oficialmente denominado LigaPro Bet593 2023 por motivos de patrocínio, foi a 65ª edição da Série A do futebol profissional equatoriano e a quinta sob o nome de LigaPro. O torneio está sendo organizado pela Liga Profesional de Fútbol del Ecuador.
Esta temporada marca o retorno do Club Deportivo El Nacional à primeira divisão após duas temporadas de ausência. Também a partir desta temporada haverá um árbitro assistente de vídeo (VAR), a partir do segundo turno. Também conta com a estreia do clube Libertad da província de Loja na primeira divisão nesta temporada.

## Sistema de jogo
O sistema de jogo do Campeonato Nacional 2023 é composto por 16 equipes que disputarão o título em 3 etapas. Ao total, jogam-se 30 rodadas que se iniciam em fevereiro.
- Primeira Etapa: Consistirá em 15 rodadas em que os times irão se enfrentar no sistema todos contra todos. A equipe que terminar em primeiro lugar se classificará para a final do campeonato e para a Copa Libertadores.
- Segunda Etapa: Consistirá em 15 rodadas em que os times irão se enfrentar no sistema todos contra todos. A equipe que terminar em primeiro lugar se classificará para a final do campeonato e para a Copa Libertadores.
- Final: Os ganhadores das duas etapas jogarão uma final de ida e volta que servirá para decidir o campeão nacional. Caso uma equipe ganhe ambas as etapas, ela é proclamada campeã diretamente.

### Classificação aos torneios internacionais
A Conmebol ortogou 8 vagas ao Equador para os torneios internacionais que foram distribuídos da seguinte maneira:

#### Copa Libertadores
- Equador 1: Campeão do Campeonato Equatoriano
- Equador 2: Vice-campeão do Campeonato Equatoriano
- Equador 3: 1° melhor colocado da Classificação Geral
- Equador 4: Campeão, vice-campeão ou melhor colocado da Copa do Equador de 2023

#### Copa Sul-Americana
- Equador 1: 2° melhor colocado da Classificação Geral
- Equador 2: 3° melhor colocado da Classificação Geral
- Equador 3: 4° melhor colocado da Classificação Geral
- Equador 4: 5° melhor colocado da Classificação Geral

Nota: Em caso de que uma equipe repita algum dos títulos, os melhores colocados na tabela acumulada herdarão as vagas disponíveis.

### Rebaixamento
Os times rebaixados serão aqueles que ocuparem as duas últimas posições da Classificação Geral (30 rodadas). Esses clubes jogarão a Série B em 2024.

### Critério de desempate
A ordem de classificação das equipes ao final de cada fase será determinada da seguinte forma:
1. Maior quantidade de pontos;
2. Maior saldo de gols;
3. Maior quantidade de gols a favor;
4. Melhor performance nas partidas diretas entre os times empatados em cada etapa;
5. Sorteio público.

## Participantes

### Promovidos e rebaixados da temporada anterior
No total dezesseis equipes competem na temporada. Macará e 9 de Octubre foram rebaixados após terminarem nas duas últimas posições da tabela agregada da temporada anterior, sendo substituídos pelos campeão da Série B de 2022, El Nacional, e Libertad, vice-campeão.
| Clube       | Promovido como                  |
| ----------- | ------------------------------- |
| El Nacional | Campeão da Série B de 2022      |
| Libertad    | Vice-campeão da Série B de 2022 |

| Clube        | Rebaixado como         |
| ------------ | ---------------------- |
| Macará       | 15º na Série A de 2022 |
| 9 de Octubre | 16º na Série A de 2022 |

### Informações das equipes
| Equipe                  | Cidade    | Província  | Estádio (mando)                            | Capacidade | Título (último) |
| ----------------------- | --------- | ---------- | ------------------------------------------ | ---------- | --------------- |
| Aucas                   | Quito     | Pichincha  | Gonzalo Pozo Ripalda                       | 18 79900   | 1 (em 2022)     |
| Barcelona de Guayaquil  | Guayaquil | Guaias     | Monumental Banco Pichincha                 | 57 26700   | 16 (em 2020)    |
| Cumbayá                 | Quito     | Pichincha  | Estádio Olímpico Atahualpa                 | 38 25800   | 0 (nenhum)      |
| Delfín                  | Manta     | Manabí     | Jocay                                      | 22 00000   | 1 (em 2019)     |
| Deportivo Cuenca        | Cuenca    | Azuay      | Alejandro Serrano Aguilar Banco del Austro | 18 54900   | 1 (em 2014)     |
| El Nacional             | Quito     | Pichincha  | Estádio Olímpico Atahualpa                 | 38 25800   | 13 (em 2006)    |
| Emelec                  | Guayaquil | Guaias     | Banco del Pacífico-Capwell                 | 39 00000   | 14 (em 2017)    |
| Gualaceo                | Gualaceo  | Azuay      | Estádio Jorge Andrade Cantos               | 14 00000   | 0 (nenhum)      |
| Guayaquil City          | Guayaquil | Guaias     | Estádio Christian Benítez Betancourt       | 10 15200   | 0 (nenhum)      |
| Independiente del Valle | Sangolquí | Pichincha  | Estádio Banco Guayaquil                    | 12 00000   | 1 (em 2021)     |
| Libertad                | Loja      | Loja       | Reina del Cisne                            | 14 93500   | 0 (nenhum)      |
| LDU Quito               | Quito     | Pichincha  | Rodrigo Paz Delgado                        | 41 57500   | 11 (em 2018)    |
| Mushuc Runa             | Ambato    | Tungurahua | Mushuc Runa COAC                           | 16 46700   | 0 (nenhum)      |
| Orense                  | Machala   | El Oro     | Estádio 9 de Mayo                          | 16 45600   | 0 (nenhum)      |
| Técnico Universitario   | Ambato    | Tungurahua | Estádio Bellavista                         | 16 46700   | 0 (nenhum)      |
| Universidad Católica    | Quito     | Pichincha  | Estádio Olímpico Atahualpa                 | 38 25800   | 0 (nenhum)      |

## Primeira etapa

### Classificação
| Pos | Equipe                  | Pts | J  | V  | E | D | GP | GC | SG  | Classificação                                                |
| --- | ----------------------- | --- | -- | -- | - | - | -- | -- | --- | ------------------------------------------------------------ |
| 1   | Independiente del Valle | 34  | 15 | 11 | 1 | 3 | 31 | 15 | +16 | Final do campeonato e fase de grupos da Libertadores de 2024 |
| 2   | El Nacional             | 30  | 15 | 10 | 0 | 5 | 32 | 25 | +7  |                                                              |
| 3   | LDU Quito               | 26  | 15 | 7  | 5 | 3 | 29 | 17 | +12 |                                                              |
| 4   | Barcelona de Guayaquil  | 26  | 15 | 8  | 2 | 5 | 30 | 20 | +10 |                                                              |
| 5   | Aucas                   | 24  | 15 | 7  | 3 | 5 | 17 | 19 | −2  |                                                              |
| 6   | Universidad Católica    | 24  | 15 | 7  | 3 | 5 | 22 | 25 | −3  |                                                              |
| 7   | Delfín                  | 24  | 15 | 7  | 3 | 5 | 18 | 23 | −5  |                                                              |
| 8   | Deportivo Cuenca        | 21  | 15 | 7  | 0 | 8 | 24 | 21 | +3  |                                                              |
| 9   | Orense                  | 21  | 15 | 6  | 3 | 6 | 17 | 21 | −4  |                                                              |
| 10  | Técnico Universitario   | 18  | 15 | 5  | 3 | 7 | 21 | 17 | +4  |                                                              |
| 11  | Gualaceo                | 18  | 15 | 5  | 3 | 7 | 17 | 23 | −6  |                                                              |
| 12  | Cumbayá                 | 17  | 15 | 4  | 5 | 6 | 10 | 13 | −3  |                                                              |
| 13  | Emelec                  | 14  | 15 | 3  | 5 | 7 | 18 | 20 | −2  |                                                              |
| 14  | Libertad                | 13  | 15 | 2  | 7 | 6 | 20 | 26 | −6  |                                                              |
| 15  | Mushuc Runa             | 13  | 15 | 3  | 4 | 8 | 14 | 25 | −11 |                                                              |
| 16  | Guayaquil City          | 12  | 15 | 3  | 3 | 9 | 17 | 29 | −12 |                                                              |

### Desempenho por rodada
Clubes que lideraram o campeonato ao final de cada rodada:
|          | 1ª  | 2ª  | 3ª  | 4ª  | 5ª  | 6ª  | 7ª  | 8ª  | 9ª  | 10ª | 11ª | 12ª | 13ª | 14ª | 15ª |     |
| 1ª Etapa | TEC | ELN | EME | IDV | IDV | IDV | IDV | IDV | IDV | IDV | IDV | IDV | IDV | IDV | IDV | IDV |

Clubes que ficaram na última posição do campeonato ao final de cada rodada:
|          | 1ª  | 2ª  | 3ª  | 4ª  | 5ª  | 6ª  | 7ª  | 8ª  | 9ª  | 10ª | 11ª | 12ª | 13ª | 14ª | 15ª |
| 1ª Etapa | CAT | DEL | MUS | MUS | LIB | GCY | LIB | LIB | LIB | MUS | MUS | MUS | LIB | MUS | GCY |

### Resultados
| Mandante \ Visitante    | AUC | BSC | CUM | DEL | CUE | NAC | EME | GUA | GCY | IDV | LDQ | LIB | MUS | ORE | TEC | CAT |
| ----------------------- | --- | --- | --- | --- | --- | --- | --- | --- | --- | --- | --- | --- | --- | --- | --- | --- |
| Aucas                   | —   | —   | 2–1 | —   | 0–2 | 0–2 | 2–1 | 1–0 | 1–0 | —   | —   | —   | —   | 2–0 | —   | 4–1 |
| Barcelona de Guayaquil  | 5–1 | —   | 4–1 | 5–0 | 2–1 | —   | 1–3 | —   | —   | —   | —   | —   | 1–0 | 2–0 | —   | 1–2 |
| Cumbayá                 | —   | —   | —   | 0–1 | —   | 2–0 | 0–0 | 1–0 | —   | 1–0 | —   | 2–1 | 1–1 | —   | —   | 0–1 |
| Delfín                  | 2–0 | —   | —   | —   | —   | 2–0 | 3–2 | 1–0 | —   | —   | —   | 3–2 | 3–0 | 1–1 | —   | 0–0 |
| Deportivo Cuenca        | —   | —   | 1–0 | 4–0 | —   | —   | 3–2 | 1–2 | 4–1 | 1–2 | 2–0 | —   | 3–0 | —   | —   | —   |
| El Nacional             | —   | 4–1 | —   | —   | 3–1 | —   | —   | —   | —   | —   | 0–2 | 4–2 | —   | 3–1 | 3–2 | 1–2 |
| Emelec                  | —   | —   | —   | —   | —   | 1–2 | —   | 0–0 | 0–0 | 2–3 | 1–1 | 2–0 | —   | —   | 1–0 | —   |
| Gualaceo                | —   | 2–1 | —   | —   | —   | 3–4 | —   | —   | 2–1 | 1–2 | —   | 1–1 | —   | 2–1 | 1–1 | 1–0 |
| Guayaquil City          | —   | 1–2 | 1–1 | 2–1 | —   | 3–1 | —   | —   | —   | —   | 1–2 | 1–1 | 4–1 | —   | —   | —   |
| Independiente del Valle | 2–0 | 1–0 | —   | 3–0 | —   | 3–4 | —   | —   | 4–0 | —   | 2–3 | —   | 3–1 | —   | 1–0 | —   |
| LDU Quito               | 1–1 | 0–1 | 0–0 | 1–1 | —   | —   | —   | 6–1 | —   | —   | —   | 4–2 | —   | —   | 2–1 | —   |
| Libertad                | 2–2 | 2–2 | —   | —   | 3–1 | —   | —   | —   | —   | 1–1 | —   | —   | —   | 0–0 | 1–0 | 2–2 |
| Mushuc Runa             | 0–0 | —   | —   | —   | —   | 0–1 | 0–0 | 2–1 | —   | —   | 2–2 | 2–1 | —   | 3–1 | —   | —   |
| Orense                  | —   | —   | 1–0 | —   | 2–0 | —   | 2–1 | —   | 3–2 | 0–2 | 2–1 | —   | —   | —   | 2–1 | —   |
| Técnico Universitario   | 0–1 | 2–2 | 0–0 | 3–0 | 3–0 | —   | —   | —   | 3–0 | —   | —   | —   | 1–0 | —   | —   | 4–1 |
| Universidad Católica    | —   | —   | —   | —   | 1–0 | —   | 3–2 | —   | 3–0 | 2–3 | 0–4 | —   | 3–2 | 1–1 | —   | —   |

## Segunda etapa

### Classificação
| Pos | Equipe                  | Pts | J  | V  | E | D  | GP | GC | SG  | Classificação                                                |
| --- | ----------------------- | --- | -- | -- | - | -- | -- | -- | --- | ------------------------------------------------------------ |
| 1   | LDU Quito               | 36  | 15 | 11 | 3 | 1  | 21 | 4  | +17 | Final do campeonato e fase de grupos da Libertadores de 2024 |
| 2   | Barcelona de Guayaquil  | 32  | 15 | 9  | 5 | 1  | 24 | 15 | +9  |                                                              |
| 3   | Aucas                   | 25  | 15 | 6  | 7 | 2  | 22 | 15 | +7  |                                                              |
| 4   | Delfín                  | 24  | 15 | 5  | 9 | 1  | 19 | 12 | +7  |                                                              |
| 5   | El Nacional             | 23  | 15 | 5  | 8 | 2  | 25 | 19 | +6  |                                                              |
| 6   | Emelec                  | 22  | 15 | 5  | 7 | 3  | 14 | 8  | +6  |                                                              |
| 7   | Universidad Católica    | 22  | 15 | 5  | 7 | 3  | 15 | 12 | +3  |                                                              |
| 8   | Independiente del Valle | 21  | 15 | 6  | 3 | 6  | 18 | 15 | +3  |                                                              |
| 9   | Técnico Universitario   | 19  | 15 | 4  | 7 | 4  | 20 | 17 | +3  |                                                              |
| 10  | Mushuc Runa             | 19  | 15 | 5  | 4 | 6  | 14 | 19 | −5  |                                                              |
| 11  | Orense                  | 16  | 15 | 4  | 4 | 7  | 15 | 15 | 0   |                                                              |
| 12  | Deportivo Cuenca        | 16  | 15 | 3  | 7 | 5  | 12 | 16 | −4  |                                                              |
| 13  | Libertad                | 15  | 15 | 4  | 3 | 8  | 12 | 18 | −6  |                                                              |
| 14  | Guayaquil City          | 10  | 15 | 2  | 4 | 9  | 5  | 18 | −13 |                                                              |
| 15  | Cumbayá                 | 9   | 15 | 1  | 6 | 8  | 14 | 26 | −12 |                                                              |
| 16  | Gualaceo                | 7   | 15 | 1  | 4 | 10 | 9  | 30 | −21 |                                                              |

### Desempenho por rodada
Clubes que lideraram o campeonato ao final de cada rodada:
|          | 1ª  | 2ª  | 3ª  | 4ª  | 5ª  | 6ª  | 7ª  | 8ª  | 9ª  | 10ª | 11ª | 12ª | 13ª | 14ª | 15ª |
| 1ª Etapa | BSC | BSC | MUS | MUS | LDU | MUS | LDU | BSC | BSC | BSC | BSC | LDU | LDU | LDU | LDU |

Clubes que ficaram na última posição do campeonato ao final de cada rodada:
|          | 1ª  | 2ª  | 3ª  | 4ª  | 5ª  | 6ª  | 7ª  | 8ª  | 9ª  | 10ª | 11ª | 12ª | 13ª | 14ª | 15ª |
| 1ª Etapa | GUA | GUA | GUA | GUA | GUA | GUA | GUA | GUA | GUA | GUA | GUA | GUA | GUA | GUA | GUA |

### Resultados
| Mandante \ Visitante    | AUC | BSC | CUM | DEL | CUE | NAC | EME | GUA | GCY | IDV | LDQ | LIB | MUS | ORE | TEC | CAT |
| ----------------------- | --- | --- | --- | --- | --- | --- | --- | --- | --- | --- | --- | --- | --- | --- | --- | --- |
| Aucas                   | —   | 3–2 | –   | 0–0 | –   | –   | –   | –   | –   | 2–0 | 0–0 | 1–2 | 4–0 | –   | 2–4 | –   |
| Barcelona de Guayaquil  | –   | —   | –   | –   | –   | 3–2 | –   | 2–0 | 2–1 | 1–1 | 1–0 | 1–0 | –   | –   | 1–0 | –   |
| Cumbayá                 | 1–1 | 2–2 | —   | –   | 1–1 | –   | –   | –   | 2–2 | –   | 1–2 | –   | –   | 0–1 | 0–1 | –   |
| Delfín                  | –   | 1–1 | 4–0 | —   | 0–0 | –   | –   | –   | 1–0 | 1–0 | 0–0 | –   | –   | –   | —   | –   |
| Deportivo Cuenca        | 0–0 | 1–2 | –   | –   | —   | 1–0 | –   | –   | –   | –   | –   | 2–1 | –   | 1–0 | 1–1 | 2–3 |
| El Nacional             | 2–2 | –   | 2–2 | 2–2 | –   | —   | 1–1 | 4–2 | 2–0 | —   | –   | –   | 2–0 | –   | –   | –   |
| Emelec                  | 0–0 | 0–0 | 3–0 | 0–1 | —   | –   | —   | –   | –   | –   | –   | –   | 3–1 | 0–0 | –   | 2–1 |
| Gualaceo                | 1–2 | –   | 0–3 | 2–2 | 1–1 | –   | 0–2 | —   | –   | –   | 1–3 | –   | 0–0 | –   | –   | –   |
| Guayaquil City          | 0–1 | –   | –   | 0–0 | 0–0 | –   | —   | —   | —   | 0–2 | –   | –   | –   | 1–0 | 1–0 | 0–0 |
| Independiente del Valle | –   | –   | 2–0 | –   | 2–0 | –   | 2–1 | 2–0 | –   | —   | –   | 2–0 | –   | 2–2 | –   | 0–1 |
| LDU Quito               | –   | –   | –   | –   | 2–0 | 0–0 | 1–0 | –   | 2–0 | 2–0 | —   | –   | —   | 1–0 | –   | 1–0 |
| Libertad                | –   | –   | —   | 1–3 | –   | 0–1 | 0–0 | 3–0 | 1–0 | –   | 0–2 | —   | 0–1 | –   | –   | –   |
| Mushuc Runa             | –   | —   | 1–1 | 2–0 | 1–1 | 2–2 | –   | –   | 3–0 | 1–0 | –   | –   | —   | –   | 1–0 | 0–2 |
| Orense                  | —   | 2–3 | –   | 0–0 | –   | 1–1 | –   | 2–0 | –   | –   | –   | 3–0 | 1–0 | —   | –   | 1–2 |
| Técnico Universitario   | –   | –   | –   | –   | –   | 3–3 | 0–0 | 4–0 | –   | 2–2 | 0–2 | 1–1 | –   | 2–1 | —   | –   |
| Universidad Católica    | 2–2 | —   | 1–0 | 2–2 | –   | 1–1 | –   | 0–0 | –   | –   | –   | 0–0 | –   | –   | 0–0 | —   |

## Final
| 10 de dezembro | Independiente del Valle | 0 – 0 | LDU Quito | Quito, Pichincha                 |  |
| 17:00 (UTC−5)  |                         |       |           | Estádio: Estádio Banco Guayaquil |  |

| 17 de dezembro | LDU Quito | 1 – 1 | Independiente del Valle | Quito, Pichincha                     |  |
| 17:00 (UTC−5)  |           |       |                         | Estádio: Estádio Rodrigo Paz Delgado |  |

|  |       | Penalidades |
|  | 3 − 0 |             |

Empate em 1–1 no agregado, LDU Quito venceu nos pênaltis.

## Premiação
| Campeonato Equatoriano de Futebol de 2023 LigaPro Bet593 2023 |
| Pichincha (província)                                         |
| ------------------------------------------------------------- |
| LDU Quito Campeão (12.º título)                               |

## Classificação Geral
| Pos | Equipe                      | Pts | J  | V  | E  | D  | GP | GC | SG  | Classificação ou descenso              |
| --- | --------------------------- | --- | -- | -- | -- | -- | -- | -- | --- | -------------------------------------- |
| 1   | LDU Quito (Q)               | 62  | 30 | 18 | 8  | 4  | 50 | 21 | +29 | Fase de Grupos da Libertadores de 2024 |
| 2   | Barcelona de Guayaquil (Q)  | 58  | 30 | 17 | 7  | 6  | 55 | 35 | +20 | Fase de Grupos da Libertadores de 2024 |
| 3   | Independiente del Valle (Q) | 55  | 30 | 17 | 4  | 9  | 49 | 30 | +19 | Fase de Grupos da Libertadores de 2024 |
| 4   | El Nacional (Q)             | 53  | 30 | 15 | 8  | 7  | 57 | 44 | +13 | 2ª Fase da Libertadores de 2024        |
| 5   | Aucas (Q)                   | 49  | 30 | 13 | 10 | 7  | 39 | 34 | +5  | 1ª Fase da Libertadores de 2024        |
| 6   | Delfín (Q)                  | 48  | 30 | 12 | 12 | 6  | 37 | 35 | +2  | 1ª Fase da Copa Sul-Americana de 2024  |
| 7   | Universidad Católica (Q)    | 46  | 30 | 12 | 10 | 8  | 37 | 37 | 0   | 1ª Fase da Copa Sul-Americana de 2024  |
| 8   | Técnico Universitario (Q)   | 37  | 30 | 9  | 10 | 11 | 41 | 32 | +9  | 1ª Fase da Copa Sul-Americana de 2024  |
| 9   | Deportivo Cuenca (Q)        | 37  | 30 | 10 | 7  | 13 | 36 | 37 | −1  | 1ª Fase da Copa Sul-Americana de 2024  |
| 10  | Orense                      | 37  | 30 | 10 | 7  | 13 | 32 | 36 | −4  |                                        |
| 11  | Emelec                      | 36  | 30 | 8  | 12 | 10 | 32 | 28 | +4  |                                        |
| 12  | Mushuc Runa                 | 32  | 30 | 8  | 8  | 14 | 28 | 44 | −16 |                                        |
| 13  | Libertad                    | 28  | 30 | 6  | 10 | 14 | 32 | 44 | −12 |                                        |
| 14  | Cumbayá                     | 26  | 30 | 5  | 11 | 14 | 24 | 39 | −15 |                                        |
| 15  | Gualaceo                    | 25  | 30 | 6  | 7  | 17 | 26 | 51 | −25 | Rebaixado para a Série B de 2024       |
| 16  | Guayaquil City              | 22  | 30 | 5  | 7  | 18 | 22 | 47 | −25 | Rebaixado para a Série B de 2024       |

1. ↑  LDU Quito tem vaga garantida na Copa Libertadores de 2024 por ser campeã da Copa Sul-Americana de 2023.